# Lonchoptera lutea
Lonchoptera lutea is een vliegensoort uit de familie van de Lonchopteridae. De wetenschappelijke naam van de soort is voor het eerst geldig gepubliceerd in 1809 door Panzer.